# Parafia Św. Mikołaja Biskupa w Pruszynie
Parafia św. Mikołaja w Pruszynie – parafia erygowana w 1471 roku na mocy ugody między właścicielem Pruszyna Janem Pruszyńskim a plebanem zbuczyńskim Maciejem. Tradycyjnie przyjmowany wcześniejszy rok założenia parafii (1430) jest wynikiem błędnego odczytania tekstu tej ugody.
Liczba wiernych 1895 osób. Należy do dekanatu Zbuczyn diecezji siedleckiej. Obejmuje miejscowości: Pruszyn, Biel, Błogoszcz, Grubale, Leśniczówka, Osiny, Pruszynek, Pruszyn-Pieńki, Pustki, Stok Lacki, Wólka Leśna.